# Estación (Puebla del Brollón)
Estación (llamada oficialmente A Estación) es una entidad de población española del municipio de Puebla del Brollón, en la provincia de Lugo, Galicia. Forma parte de las parroquias de Brence, Castroncelos y Cereixa.

## Historia
El núcleo tiene su origen a finales del siglo XIX con la apertura de la línea de ferrocarril entre La Coruña y Madrid en 1883 y la construcción de la estación de Puebla de Brollón, que da nombre a la localidad. 

## Demografía

### A Estación (Brence)
Datos demográficos del lugar de A Estación, de la parroquia de Brence:
| Gráfica de evolución demográfica de A Estación entre 2000 y 2020 |
|                                                                  |
| Datos según el nomenclátor publicado por el INE.                 |

### Estación (Castroncelos)
Datos demográficos de la aldea de Estación, de la parroquia de Castroncelos:
| Gráfica de evolución demográfica de Estación entre 2000 y 2020 |
|                                                                |
| Datos según el nomenclátor publicado por el INE.               |

### Estación (Cereixa)
Datos demográficos del lugar de Estación, de la parroquia de Cereixa:
| Gráfica de evolución demográfica de Estación entre 2000 y 2020 |
|                                                                |
| Datos según el nomenclátor publicado por el INE.               |

### General
Datos demográficos de la entidad de población:
| Gráfica de evolución demográfica de Estación entre 2000 y 2020               |
|                                                                              |
| Sumatorio creado a partir de los datos del nomenclátor publicado por el INE. |

## Patrimonio
- Capilla de San Isidro

## Festividades
- Las fiestas mayores se celebran en honor a San Isidro Labrador, en el mes de mayo.
- El día 2 de cada mes se celebra una feria.